# Смит и Весон модел 1
Смит и Весон модел 1 (енгл. Smith & Wesson Model 1), амерички револвер из 19. века. Оригинални производ компаније Смит и Весон из 1857, то је први револвер пуњен сједињеним метком (са ивичним паљењем) у САД и други на свету (после француског револвера Лефоше са игленим паљењем из 1854).

## Позадина
Прве револвере у САД (и на свету) произвела је америчка фирма Колт почев од 1836: били су то револвери капислари, са добошем који се пунио спреда (барутом и куглом) и опаљивао ударцем ороза по каписли (по једна за сваки метак) на задњој страни добоша. Компанија Колт имала је патент и монопол за производњу револвера у САД све до фебруара 1856, мада не и у Европи, где је производња револвера капислара почела од 1851 (револвери Вебли, Бомонт-Адамс). За то време, Данијел Б. Весон из фирме Смит и Весон је од 1856. до 1858. усавршио нову муницију, прве металне сједињене метке са ивичним паљењем, (које је патентирао 1856. и 1860) и до краја 1856. конструисао је нови модел револвера, са добошем који се пунио отпозади сједињеним металним мецима калибра 5,6 mm (0,22 in). Међутим, амерички пушкар Ролин Вајт (бивши радник Колта) је још 1855. патентирао револверски добош са барутним коморама отвореним са задње стране (тј. потпуно пробушеним), па је фирма Смит и Весон морала да откупи његов патент (за 25 центи по револверу), што им је дало монопол на ову врсту револвера (пуњене металним мецима отпозади) у САД до истицања овог патента 1869. године.

## Производња
Протопип револвера Смит и Весон модел 1 направљен је у јануару 1857, а серијска производња почела је у новембру исте године. Са неколико техничких побољшања, до 1860. произведено је око 11.000 комада, а средином 1860. почела је производња усавршеног модела (такозвано друго издање). Овај популарни мали револвер калибра 5,6 mm (0,22 in) са 7 метака у добошу произведен је у преко 115.400 примерака и био је у масовној употреби током Америчког грађанског рата. Међутим, због потреба војске Уније за револвером већег калибра, у јуну 1861. почела је производња знатно већег револвера, Смит и Весон модел 2 Војни, калибра 0,32 инча, са 6 метака у добошу.

## Карактеристике
Смит и Весон модел 1 био је мали револвер са телом које се могло отворити нагоре (енгл. tip-up revolver). Осмоугаона цев револвера била је спојена са телом револвера шарком на горњем крају и куком на доњем крају. Када би се кука откачила, цев се могла подићи нагоре и тако ослободити добош, који се могао извадити ради пуњења. Добош се пунио отпозади (кроз отворене барутне коморе) бакарним мецима са ивичним паљењем, калибра 5,6 mm (0,22 in). Празне чахуре избациване су клином испод цеви. Обарач није имао браник, већ је имао штитник са задње стране, спојен са телом цеви, што је револвер чинило компактнијим и згоднијим за ношење у џепу, а ороз се морао натегнути пре сваког пуцања.